# Olibrinus mangroviarum
Olibrinus mangroviarum är en kräftdjursart som beskrevs av Franco Ferrara1972. Olibrinus mangroviarum ingår i släktet Olibrinus och familjen Olibrinidae. Inga underarter finns listade i Catalogue of Life.